# Dioscorea pentaphylla
Espèce
Dioscorea pentaphylla est une espèce de la famille des Dioscoreaceae. Cette espèce est dénommée fiveleaf yam (igname à cinq feuilles).

## Description
Dioscorea pentaphylla est une liane épineuse qui s'enroule dans le sens inverse des aiguilles d'une montre autour d'objets et d'autres plantes. Elle peut atteindre 10 mètres de long. Les feuilles, disposées en alternance, sont composées et divisées en 3 à 5 folioles, chacune pouvant atteindre 10 centimètres de long. La plante produit des bulbilles en forme de fer à cheval d'environ un centimètre de long. De nouvelles plantes peuvent germer à partir des bulbilles. Les fleurs forment des épis. La liane pousse à partir d'un tubercule. Les spécimens peuvent peser 3 livres et se trouver à plus d'un mètre sous terre.

## Répartition
Dioscorea pentaphylla  est originaire du sud et de l'est de l'Asie (Chine, Inde, Indochine, Indonésie, Philippines, etc.) ainsi que de Nouvelle-Guinée, du Sri Lanka et du nord de l'Australie. Il est largement cultivé comme plante vivrière et naturalisé à Cuba et sur plusieurs chaînes d'îles dans les Pacifique (y compris Hawaï),,,,,,,,,.

## Utilisation
Les tubercules peuvent être cuits et consommés.

## Systématique
Le nom correct complet (avec auteur) de ce taxon est Dioscorea pentaphylla L..
Dioscorea pentaphylla a pour synonymes :
- Botryosicyos pentaphyllus (L.) Hochst.
- Dioscorea changjiangensis F.W.Xing & Z.X.Li
- Dioscorea codonopsidifolia Kamik.
- Dioscorea digitata Mill.
- Dioscorea globifera R.Knuth
- Dioscorea jacquemontii Hook.f.
- Dioscorea kleiniana Kunth
- Dioscorea nentaphylla L.
- Dioscorea pentaphylla subsp. cardonii Prain & Burkill
- Dioscorea pentaphylla subsp. communis Prain & Burkill
- Dioscorea pentaphylla subsp. hortorum Prain & Burkill
- Dioscorea pentaphylla subsp. jacquemontii (Hook.f.) Prain & Burkill
- Dioscorea pentaphylla subsp. kussok Prain & Burkill
- Dioscorea pentaphylla subsp. linnaei Prain & Burkill
- Dioscorea pentaphylla subsp. malaica Prain & Burkill
- Dioscorea pentaphylla subsp. papuana Burkill
- Dioscorea pentaphylla subsp. rheedei Prain & Burkill
- Dioscorea pentaphylla subsp. simplicifolia Prain & Burkill
- Dioscorea pentaphylla subsp. suli Prain & Burkill
- Dioscorea pentaphylla subsp. thwaitesii Prain & Burkill
- Dioscorea pentaphylla subsp. unifoliata R.Knuth
- Dioscorea pentaphylla var. cardonae Prain & Burkill
- Dioscorea pentaphylla var. cardonii Prain & Burkill
- Dioscorea pentaphylla var. communis Prain & Burkill
- Dioscorea pentaphylla var. hortorum Prain & Burkill
- Dioscorea pentaphylla var. javanica Burkill
- Dioscorea pentaphylla var. kussok Prain & Burkill
- Dioscorea pentaphylla var. linnaei Prain & Burkill
- Dioscorea pentaphylla var. malaica Prain & Burkill
- Dioscorea pentaphylla var. mollis Hassk.
- Dioscorea pentaphylla var. palmata Burkill
- Dioscorea pentaphylla var. papuana Burkill
- Dioscorea pentaphylla var. rheedei Prain & Burkill
- Dioscorea pentaphylla var. sacerdotalis Burkill
- Dioscorea pentaphylla var. simplicifolia Prain & Burkill
- Dioscorea pentaphylla var. suli Prain & Burkill
- Dioscorea pentaphylla var. thwaitesii Prain & Burkill
- Dioscorea pentaphylla var. unifoliata R.Knuth
- Dioscorea spinosa Burm.
- Dioscorea sumbawensis R.Knuth
- Dioscorea triphylla L.
- Hamatris triphylla (L.) Salisb.
- Ubium quadrifarium J.F.Gmel.
- Ubium scandens J.St.-Hil.